# Operación Libertad Duradera-Afganistán
La Operación Libertad Duradera-Afganistán (OEF, por las siglas en inglés de Operation Enduring Freedom) fue el nombre oficial usado por el Gobierno de Estados Unidos para la guerra de Afganistán de 2001 a 2014, junto con un número de acciones militares más pequeñas, bajo el marco de la guerra contra el terrorismo (en inglés: War on Terror, GWOT).
Originalmente la operación fue llamada "Operación Infinite Justice" (en castellano: Justicia Infinita) (a menudo es mal citada como "Operación Ultimate Justice", en castellano: Operación Justicia Definitiva), pero como frases similares han sido usadas por adherentes de varias religiones como una descripción exclusiva de Dios, se cree que tuvo que ser cambiada para evitar ofender a los musulmanes, que son la religión mayoritaria en Afganistán. El presidente George W. Bush dijo que "esta cruzada, esta guerra contra el terrorismo, se va a demorar", lo que levantó una amplia crítica por parte del mundo islámico, pueden haber contribuido a cambiar el nombre de la operación.
Esta operación comprende varias suboperaciones subordinadas:
1. Operación Enduring Freedom-Afganistán (OEF-A).
2. Operación Enduring Freedom-Filipinas (OEF-P) (previamente Operación Freedom Eagle, en castellano: Operación Águila Libertaria).
3. Operación Enduring Freedom-Cuerno de África (OEF-HOA).
4. Operación Enduring Freedom-Pankisi Gorge (terminada en el año 2004).
5. Operación Enduring Freedom-Trans Sahara (OEF-TS) (véase también Insurgencia en el Magreb).
6. Operación Enduring Freedom-Caribe y América Central (OEF-CCA).

Normalmente el término "OEF" se refiere a la guerra de Afganistán. Otras operaciones, tales como el Programa de Entrenamiento y Equipamiento de Georgia, solo están conectadas en forma lejana o nominalmente a la OEF, como a través de vehículos financiados gubernamentalmente. Sin embargo, todas las operaciones tienen un foco en actividades contraterroristas.
La Operación Enduring Freedom-Afganistán, que es una operación conjunta entre Estados Unidos, Reino Unido y Afganistán, está separada de la Fuerza Internacional de Asistencia para la Seguridad (en inglés: International Security Assistance Force, ISAF), que es una operación de las naciones de la Organización del Tratado del Atlántico Norte (OTAN) que incluye a Estados Unidos y al Reino Unido. Las dos operaciones se ejecutan en paralelo, y aunque se ha pretendido por algún tiempo que se fusionen, esto no ha sucedido aún.

## Resumen
En respuesta a los ataques del 11 de septiembre, las primeras operaciones de combate que ocurrieron el 7 de octubre de 2001 incluyeron una mezcla de ataques usando bombarderos B-1 Lancer, B-2 Spirit y B-52 Stratofortress basados en tierra, y aviones de combate F-14 Tomcat y F/A-18 Hornet basados en portaaviones, y misiles de crucero Tomahawk lanzados tanto desde submarinos y naves de guerra estadounidenses y británicas señalaron el comienzo de la Operación Enduring Freedom – Afganistán (OEF-A).
Los objetivos militares iniciales de la OEF-A, como presentados por el expresidente George W. Bush en su discurso del 20 de septiembre a una sesión conjunta del Congreso y su discurso del 7 de octubre al país, incluían la destrucción de los campos de entrenamiento terrorista y la infraestructura localizada en Afganistán, la captura de los líderes de Al Qaeda y el cese de las actividades terroristas en Afganistán.
En enero de 2002, más de 1 200 soldados del Mando de Operaciones Especiales de los Estados Unidos Pacífico (en inglés: United States Special Operations Command Pacific, SOCPAC) se desplegaron a Filipinas para apoyar a las Fuerzas Armadas de Filipinas (en inglés: Armed Forces of the Philippines, AFP) en su esfuerzo para expulsar a las fuerzas terroristas desde la isla de Basilan. Estos grupos incluían a Abu Sayyaf Group (ASG), al-Qaeda y Jemaah Islamiya. La operación consistía en el entrenamiento del AFP en operaciones contraterrorista así como en apoyar a la población local con ayuda humanitaria en la Operación Smiles.
En octubre de 2002, la Fuerza de Tareas Combinada 150 y fuerzas especiales estadounidenses establecieron en Yibuti el Camp Lemonnier. Los objetivos declarados de la operación fueron proporcionar ayuda humanitaria y patrullar el Cuerno de África para reducir las capacidades de las organizaciones terroristas en la región. En forma similar a la OEF-P, se enfatizó el objetivo de la ayuda humanitaria, ostensiblemente para prevenir que las organizaciones militantes fueran capaces de surgir nuevamente después de ser eliminadas.
El aspecto militar involucra a fuerzas de la coalición que aborda y revisa los buques que entran a la región buscando carga ilegal así como proporciona entrenamiento y equipamiento a las fuerzas armadas de la región. El aspecto humanitario involucra construir escuelas, clínicas y pozos de agua potable para reforzar la confianza de las personas que viven en el lugar.
Desde el año 2001, el gasto acumulado por el gobierno de Estados Unidos en la Operación Enduring Freedom ha excedido los $150 mil millones de dólares.
La operación continua actualmente, con la dirección militar llevada a cabo principalmente por el Mando Central de los Estados Unidos.

## Operación Enduring Freedom – Afganistán (OEF-A)

### Los talibanes
Al llenar el vacío de poder dejado por los soviéticos después de su retirada de Afganistán después de su invasión, los talibanes asumieron el rol del gobierno entre 1996 y 2001. Su extrema interpretación de la ley islámica les llevó a prohibir la música, televisión, los deportes y el baile, y a imponer drásticas penas judiciales (ver Derechos humanos en Afganistán). La amputación era una forma aceptada de castigo por robar, y a menudo se podían ver ejecuciones públicas en el estadio de fútbol de Kabul. Los grupos de derechos de la mujer de todo el mundo a menudo criticaban a los talibanes por prohibir a las mujeres de aparecer en público o de tener trabajos fuera de sus casa. Estos atrajeron más críticas por haber destruido las estatuas históricas de los Budas de Bāmiyān, que tenían cerca de 1500 años de edad, debido a que se consideró que estos eran ídolos.
En el año 1996, el disidente saudita Osama bin Laden se trasladó a Afganistán por invitación del líder de la Alianza del Norte Abdur Rabb ur Rasool Sayyaf. Cuando los talibanes llegaron al poder, bin Laden fue capaz de construir una alianza entre los talibanes y Al Qaeda una organización liderada por este. Se sabe que combatientes entrenados por Al Qaeda, conocidos como la Brigada 55, estaban integrados al ejército talibán entre los años 1997 y 2001. Se ha sugerido que los talibanes tenían estrechos contactos con bin Laden.

### Acciones de la coalición liderada por Estados Unidos
El 20 de septiembre de 2001, Estados Unidos declaró que Osama bin Laden había estado detrás de los atentados del 11 de septiembre de 2001. Estados Unidos envió un ultimátum de cinco puntos a los talibanes:.
1. Entregar a Estados Unidos todos los líderes de Al Qaeda
2. Liberar a todos los ciudadanos extranjeros mantenidos prisioneros
3. Cerrar inmediatamente todos los campos de entrenamiento de terroristas
4. Entregar a todos los terroristas y sus simpatizantes a las autoridades apropiadas
5. Dar a Estados Unidos completo acceso a los campos de entrenamiento para su inspección

El 21 de septiembre de 2001, los talibanes rechazaron este ultimátum, declarando que no existía evidencia en su poder que vinculara a bin Laden con los ataques del 11 de septiembre.
El 22 de septiembre de 2001 los Emiratos Árabes Unidos y más tarde Arabia Saudita retiraron su reconocimiento de los talibanes como el gobierno legal de Afganistán, dejando solo al vecino Pakistán como el único país con el que mantenía lazos diplomáticos.
El 4 de octubre de 2001, se cree que los talibanes ofrecieron subrepticiamente entregar a bin Laden a Pakistán para ser sometido a juicio por un tribunal internacional que funcionara bajo la ley islámica o sharia. El 7 de octubre de 2001, los talibanes propusieron enjuiciar a bin Laden en Afganistán en una corte islámica. Esta proposición fue inmediatamente rechazada por Estados Unidos. Poco después, ese mismo día, fuerzas estadounidenses y británicas iniciaron acciones militares contra los talibanes, bombardeando las fuerzas talibanes y los campos de entrenamiento terrorista de Al Qaeda.
El 14 de octubre de 2001, los talibanes propusieron entregar a bin Laden a un tercer país para ser sometido a juicio, pero solo si se entregaban evidencias de la participación de bin Laden en los eventos del 11 de septiembre de 2001. Estados Unidos rechazó esta proposición y continuó con las operaciones militares.
El Consejo de Seguridad de las Naciones Unidas, el 16 de enero de 2002, en forma unánime impuso un embargo de armas y el congelamiento de los bienes identificables que pertenecieran a bin Laden, Al Qaeda y de los talibanes.

### Inicio de las operaciones de combate

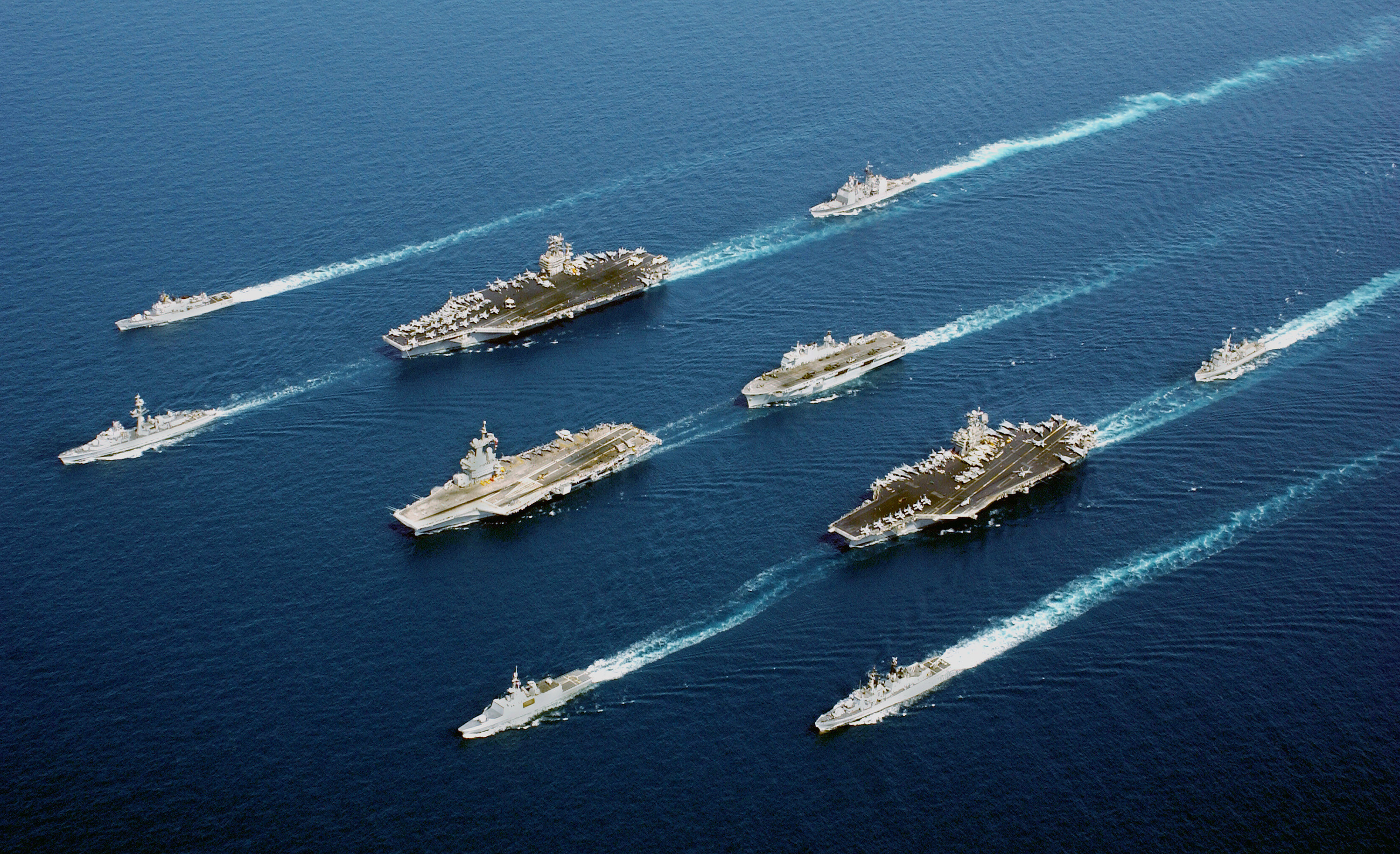
Buques de una operación multinacional provenientes de cinco países, durante la "Operación Enduring Freedom" en el Mar de Omán. En las cuatro columnas en forma descendente. de izquierda a derecha: MM Maestrale (F 570), De Grasse (D 612); USS John C. Stennis (CVN 74), Charles De Gaulle (R 91), Surcouf (F 711); USS Port Royal (CG-73), HMS Ocean (L 12), USS John F. Kennedy (CV 67), HNLMS Van Amstel (F 831); y MM Durand de la Penne (D 560).

El domingo 7 de octubre de 2001, fuerzas estadounidenses y británicas comenzaron una campaña de bombardeo aéreo contra las fuerzas talibanes y de Al Qaeda.
La Alianza del Norte, ayudada por un equipo conjunto de Operaciones Especiales que consistía de boinas verdes pertenecientes al 5° Grupo de Fuerzas Especiales, miembros del 160.º Regimiento de Aviación de Operaciones Especiales (en inglés: 160th Special Operations Aviation Regiment, SOAR), y de Controladores de Combate de la Fuerza Aérea, combatieron contra los talibanes. Ayudados por los bombardeos estadounidenses y masivas deserciones, ellos capturaron Mazar-i-Sarif el 9 de noviembre. Luego rápidamente ganaron el control de la mayor parte del norte de Afganistán y capturaron Kabul el 13 de noviembre después de que los talibanes huyeron inesperadamente de la ciudad. Los talibanes fueron restringidos progresivamente a una zona cada vez más pequeña, con Kunduz, la última ciudad en poder de los talibanes en el norte, siendo capturada el 26 de noviembre. La mayoría de los talibanes huyeron hacia Pakistán.
La guerra continuó en el sur del país, hacia donde los talibanes retrocedieron hacia Kandahar. Después de que Kandahar cayó en diciembre, los restos de los talibanes y Al Qaeda continuaron ofreciendo resistencia. Mientras tanto, en noviembre de 2001, las fuerzas armadas estadounidenses y sus fuerzas aliadas establecieron su primera base terrestre en Afganistán al suroeste de Kandahar, conocida como FOB Rhino.
La Batalla de Tora Bora, que involucró a fuerzas estadounidenses, británicas y de la Alianza del Norte, se desarrolló en diciembre de 2001 en Afganistán para asegurar la destrucción de los talibanes y miembros sospechosos de Al Qaeda. A principios de marzo de 2002 las fuerzas armadas estadounidenses, junto con fuerzas militares afganas aliadas, condujeron una gran operación para destruir a Al Qaeda en una operación llamada Operación Anaconda.
La operación fue llevada a cabo por elementos de la 10.ª División de Montaña, la 101.ª División Aerotransportada, los grupos de Fuerzas de Operaciones Especiales de Estados Unidos TF 11, TF Bowie y TF Dagger, los Royal Marines británicos, los Forsvarets Spesialkommando (FSK), Hærens Jegerkommando y Marinejegerkommandoen noruegos, el 3 Batallón del Princess Patricia's Canadian Light Infantry y la Joint Task Force 2 canadienses, el Ejército Nacional Afgano, el Kommando Spezialkräfte alemán, y elementos del Regimiento de Servicio Aéreo Especia australiano y del Servicio Aéreo Especial de Nueva Zelanda.
Después de lograr evadir a las fuerzas estadounidenses durante el verano del año 2002, los restos de las fuerzas talibanes gradualmente comenzaron a reganar su confianza. Una operación liderada por Estados Unidos y Canadá (apoyada por fuerzas británicas y neerlandesas), llamada Operación Mountain Thrust, fue lanzada en mayo de 2006 para contrarrestar la renovada insurgencia talibán.
Desde enero de 2006, la Fuerza Internacional de Asistencia para la Seguridad (en inglés: International Security Assistance Force, ISAF) de la OTAN tomó las misiones de combate de la Operación Enduring Freedom en el sur de Afganistán, esta organización de la OTAN compuestas principalmente por fuerzas británicas, canadienses y neerlandesas (y algunas contribuciones más pequeñas de Dinamarca, Rumanía y Estonia, y apoyo aéreo de Noruega así como apoyo aéreo y de artillería por parte de Estados Unidos)(ver el artículo Operaciones de combate de la coalición en Afganistán en el año 2006). Las fuerzas armadas estadounidenses también condujeron operaciones militares en forma separada de las de la OTAN como parte de la Operación Enduring Freedom en otras partes de Afganistán, en áreas tales como Kandahar, Bagram y Kabul (incluyendo el Campamento Eggers y el Campamento Phoenix).

### Apoyo internacional
Estados Unidos fue apoyado por varias naciones durante el desarrollo de la Operación Enduring Freedom (OEF) en Afganistán entre el año 2001 y el año 2003 y en las subsecuentes operaciones de la coalición directa o indirectamente en apoyo de la OEF. Ver el artículo Orden de batalla de la Guerra en Afganistán para ver la disposición actual de las fuerzas de la coalición en Afganistán.

### Resultado
Inicialmente la coalición liderada por Estados Unidos expulsó del poder a los talibanes y dañaron seriamente a Al Qaeda y a los militantes asociados en Afganistán. Sin embargo, desde el éxito de la invasión del 2001 la represión de la insurgencia talibán ha sido un resultado mixto. Muchos creen que los talibanes no pueden ser derrotados mientras tengan un santuario en la vecina Pakistán[cita requerida] y que la Operación Enduring Freedom se ha transformado en una continua guerra en toda regla sin tener a la vista el fin de esta.
El 9 de octubre de 2004, Afganistán eligió a Hamid Karzai como su presidente en su primera elección directa. Al siguiente año, los afganos llevaron a cabo las elecciones parlamentarias de Afganistán de 2005 el 18 de septiembre. Desde la invasión, centenares de escuelas y mezquitas han sido construidas, millones de dólares en ayuda han sido distribuidos y la ocurrencia de la violencia ha sido reducida.
Mientras que las fuerzas militares suprimen a los insurgentes y propenden la seguridad, Equipos de Reconstrucción Provincial tienen la tarea de construir infraestructura, tales como caminos y puentes, dar asistencia durante inundaciones, y proporcionar alimentación y agua a los refugiados. Muchos señores de la guerra han participado en un programa de fidelidad del gobierno de Afganistán, y han entregado sus soldados y armas; sin embargo, acciones subsecuentes han llevado a cuestionar sus verdaderas lealtades.
El Ejército Nacional Afgano, la Policía Nacional Afgana y la Policía de Fronteras Afgana están siendo entrenados para asumir la tarea de dar seguridad a su nación.

### Críticas
AFP, informando en un reportaje del domingo 3 de abril de 2004, en número de la revista The New Yorker, escribió que el coronel retirado del ejército Hy Rothstein, "quien sirvió en las Fuerzas Especiales del Ejército por más de veinte años,... se le encargó por parte de El Pentágono para examinar la guerra en Afganistán concluyó que el conflicto creó las condiciones que han dado a los 'señores de la guerra, bandidaje y la producción de opio un nuevo aliento de vida'...""
La conducta de las fuerzas estadounidenses fue criticada en un informe titulado Enduring Freedom - Abuses by U.S. Forces in Afghanistan (en castellano: Libertad Duradera - Abusos por las fuerzas estadounidenses en Afganistán) realizado por el grupo de derechos humanos basado en Estados Unidos, Human Rights Watch en el año 2004. Algunos eruditos pakistaníes, tales como Masood Ashraf Raja, editor de Pakistaniaat, también han proporcionado una forma más específica de crítica que se relaciona a las consecuencias en la región de la guerra contra el terror.

## Operación Enduring Freedom – Filipinas (OEF-P)

### Grupo Abu Sayyaf
El Grupo Abu Sayyaf (ASG) Al Harakat Al Islamiyya, está clasificado como una "organización terrorista extranjera" por el gobierno de Estados Unidos. Específicamente, es un grupo separatista islámico localizado en y alrededor de las islas sureñas de la República de Filipinas, principalmente Jolo, Basilan y Mindanao.
Desde su creación a principios de la década de 1990, el grupo ha ejecutado instalación de bombas, asesinatos, raptos y extorsión en su lucha por un estado islámico independiente en Mindanao occidental y el Archipiélago de Joló. Su declara meta final es crear un superestado panislámico que incluya todas las porciones "malayas" del sureste asiático, abarcando, desde el este al oeste, la isla grande de Mindanao, el Archipiélago de Joló (islas de Basilan y Joló), la isla grande de Borneo (Malasia e Indonesia), el Mar del Sur de China y la Península de Malaca (Malasia Peninsular, Tailandia y Birmania).

### Jemaah Islamiya
Jemaah Islamiya es una organización terrorista islámica dedicada a establecer una teocracia islámica fundamentalista en el Sudeste Asiático, en particular en Indonesia, Singapur, Brunéi, Malasia y el sur de Tailandia y Filipinas.
Se han encontrado vínculos financieros entre Jemaah Islamiya y otros grupos terroristas, tal como Abu Sayyaf y Al Qaeda. Jemaah Islamiya significa "Grupo Islámico" o "Comunidad Islámica" y a menudo se abrevia JI.
Se cree que Jemaah Islamiya ha asesinado centenares de civiles. También, es sospechosa de llevar a cabo los atentados de Bali de 2002, en los cuales atacantes suicidas que portaban bombas atacaron un club nocturno matando a 202 personas e hiriendo a muchas más. Después de ese ataque, el Departamento de Estado de los Estados Unidos clasificó a Jemaah Islamiya como una Organización Terrorista Extranjera. Se sospecha que Jemaah Islamiya también llevó a cabo los atentados de Zamboanga, Manila, la Embajada de Australia y Bali.

### Acciones de Estados Unidos
En enero de 2002, 1.200 miembros del Comando de Operaciones Especiales de Estados Unidos (en inglés: United States Special Operations Command, Pacific, SOCPAC) fueron desplegados en Filipinas para apoyar a las Fuerzas Armadas Filipinas (en inglés: Armed Forces of the Philippines, AFP) a destruir Al Qaeda, Jemaah Islamiya y Abu Sayyaf. Los miembros del SOCPAC fueron asignados a la asistencia de las operaciones militares realizadas en contra de las fuerzas terroristas así como a operaciones humanitarias desarrolladas en la Isla de Basilan, donde se esperaba que se desarrollara la mayor parte de los combates.
La unidad de Fuerzas Especiales de Estados Unidos entrenó y equipó a las fuerzas especiales y exploradores de las AFP, creando a la Compañía Ligera de Reacción (en inglés: Light Reaction Company, LRC). La LRC y elementos del SOCPAC se desplegaron a Basilan al completar su entrenamiento. Los objetivos declarados del despliegue fue negarle santuario al ASG, vigilancia, control e interdicción de las rutas del ASG, apoyo de vigilancia a los pueblos y personal claves, llevar a cabo entrenamiento local para remediar las debilidades y sostener las fortalezas de las AFP, apoyar las operaciones realizadas por la "fuerza de ataque" de la AFP (LRC) en el área de responsabilidad (en inglés: Area of Responsibility, AOR), llevar a cabo y apoyar las operaciones de asuntos civiles en el AOR.

### Resultados
El resultado deseado era que las AFP ganaran suficiente capacidad como para localizar y destruir al ASG, rescatar a los rehenes y para aumentar la legitimidad del gobierno filipino. La mayor parte de la misión fue un éxito: el ASG fue expulsado de Basilan y uno de los rehenes estadounidenses fue rescatado. Los miembros del Grupo Abu Sayyaf, que en un momento eran más de 800, fueron reducidos a menos de 100. La parte humanitaria de la operación, la Operación Smiles (en castellano: Operación Sonrisas), construyó 14 escuelas, 7 clínicas, 3 hospitales y proporcionó atención médica a más de 18 000 residentes de Basilan. Los grupos humanitarios fueron capaces de continuar su trabajo sin temor de más secuestros y de ataques terroristas realizados por el Grupo Abu Sayyaf.

## Operación Enduring Freedom – Cuerno de África (OEF-HOA)
A diferencia de las otras operaciones abarcadas en la Operación Enduring Freedom, OEF-HOA (del inglés: Operación Enduring Freedom - Horn of Africa), no tiene una organización terrorista específica como blanco, en vez enfoca sus esfuerzos en perturbar y detectar las actividades terroristas en la región y en trabajar con las naciones anfitrionas para impedir la reemergencia de células y actividades terroristas. Las operaciones se iniciaron a mediados del año 2002 en Camp Lemonnier por una Fuerza de Tareas Conjunta de Operaciones Especiales Combinada (en inglés: Combined Joint Special Operations Task Force, CJSOTF) aumentada por fuerzas de apoyo provenientes de Fort Stewart, Fort Hood y Fort Story. En octubre de 2002, la Fuerza de Tareas Conjunta Combinada, Cuerno de África (en inglés: Combined Joint Task Force, Horn of Africa, CJTF-HOA) fue creada en Yibuti en el Camp Lemonnier, tomando las responsabilidades de la CJSOTF. La CJTF-HOA comprende arpoximadamente 2.000 personas incluyendo a fuerzas de operaciones especiales y regulares estadounidenses, y fuerzas de miembros de la coalición, Fuerza de Tareas Combinada 150 (en inglés: Combined Task Force 150, CTF-150). Las fuerzas de la coalición consisten de buques de Australia, Canadá, Francia, Alemania, Países Bajos, Italia, Pakistán, Nueva Zelanda, España, Turquía y Reino Unido. El objetivo principal de las fuerzas de la coalición es vigilar, inspeccionar, abordar y detener que embarques sospechosos entren a la región del Cuerno de África.
La CJTF-HOA ha dedicado la mayoría de sus esfuerzos en entrenar a unidades de fuerzas armadas seleccionadas de países como Yibuti, Kenia y Etiopía en tácticas de contraterrorismo y contrainsurgencia. Los esfuerzos humanitarios realizados por la CJTF-HOA incluyen la reconstrucción de escuelas e instalaciones médicas, así como proporcionar servicios médicos a aquellos países de cuyas fuerzas están siendo entrenadas. El programa se expandió como parte de la Iniciativa Contra Terrorista Trans-Sahariana (en inglés: Trans-Saharan Counter Terrorism Initiative) a medida que el personal de la CJTF también asistía en el entrenamiento de las fuerzas de Chad, Níger, Mauritania y Mali.

### Acciones de Estados Unidos
La coalición llevó a cabo operaciones antipiratería durante el año 2006 con un combate ocurrido en marzo cuando buques estadounidenses fueron atacados por piratas. En enero de 2007, durante la guerra en Somalía, un AC-130 realizó un ataque aéreo contra miembros de Al Qaeda integrados con las fuerzas de la Unión de Tribunales Islámicos (en inglés: Islamic Courts Union, ICU) que operaban en el sur de Somalía cerca de Ras Kamboni. Fuerzas navales estadounidenses, incluyendo el portaaviones USS Dwight D. Eisenhower, fueron estacionadas frente a la costa de Somalía para proporcionar apoyo y prevenir que cualquier fuerza de Al Qaeda pudiera escapar por el mar. Durante junio y octubre de 2007 también ocurrieron acciones contra piratas con variado grado de éxito.

## Condecoraciones militares
Desde el año 2002, las fuerzas armadas estadounidenses crearon distinciones y condecoraciones militares relacionadas con la Operación Enduring Freedom:
- Medalla Expedicionaria de la Guerra Global contra el Terrorismo
- Medalla de la Campaña de Afganistán

También la OTAN creó una distinción militar relacionada con la Operación Enduring Freedom:
- Medalla OTAN para No-Artículo 5 de la Fuerza Internacional de Asistencia para la Seguridad (en inglés: International Security Assistance Force, ISAF)